# Gamma Ray
Gamma Ray és un grup de Power metal que prové d'Hamburg. Fou fundat per un dels membres fundadors d'Helloween, el guitarrista, cantant i compositor Kai Hansen.

## Història
L'any 1989, després de passar 4 anys a Helloween, Kai Hansen marxa de la banda. Després d'un parell d'aparicions als primers discos de Blind Guardian es decideix a formar un projecte propi. Així, amb Ralf Scheepers (vocalista - ex Tyran Pace), Uwe Wessel (baix) i Mathias Burchard (bateria), forma Gamma Ray.
El febrer de 1990, treuen el seu primer àlbum, "Heading for Tomorrow", el mateix any treuen un EP anomenat "Heaven Can Wait". Al següent disc, "Sigh no More" (1991), Uli Kusch substitueix a Mathias Burchard a la bateraa i Dirk Schlächter apareix com a segon guitarrista. L'any 1993 la banda treu el seu tercer disc, "Insanity and Genius", incorporant a Thomas Nack a la bateria i a Jan Rubach al baix, que substituïren a Uli y Uwe respectivament, degut a problemes personals.
Llavors Ralf Shepperds es retira de la banda, per intentar ser el nou vocalista de Judas Priest, finalment formant Primal Fear amb Matt Sinner el 1998, degut a això, Kai Hansen es veu forçat a prendre les veus de la banda i amb aquesta formació treuen l'aclamat àlbum "Land of the Free" l'any 1995, que és seguit per un gran tour europeu aquell mateix any, d'on són gravats un parell de concerts y treuen el disc en viu "Alive'95".

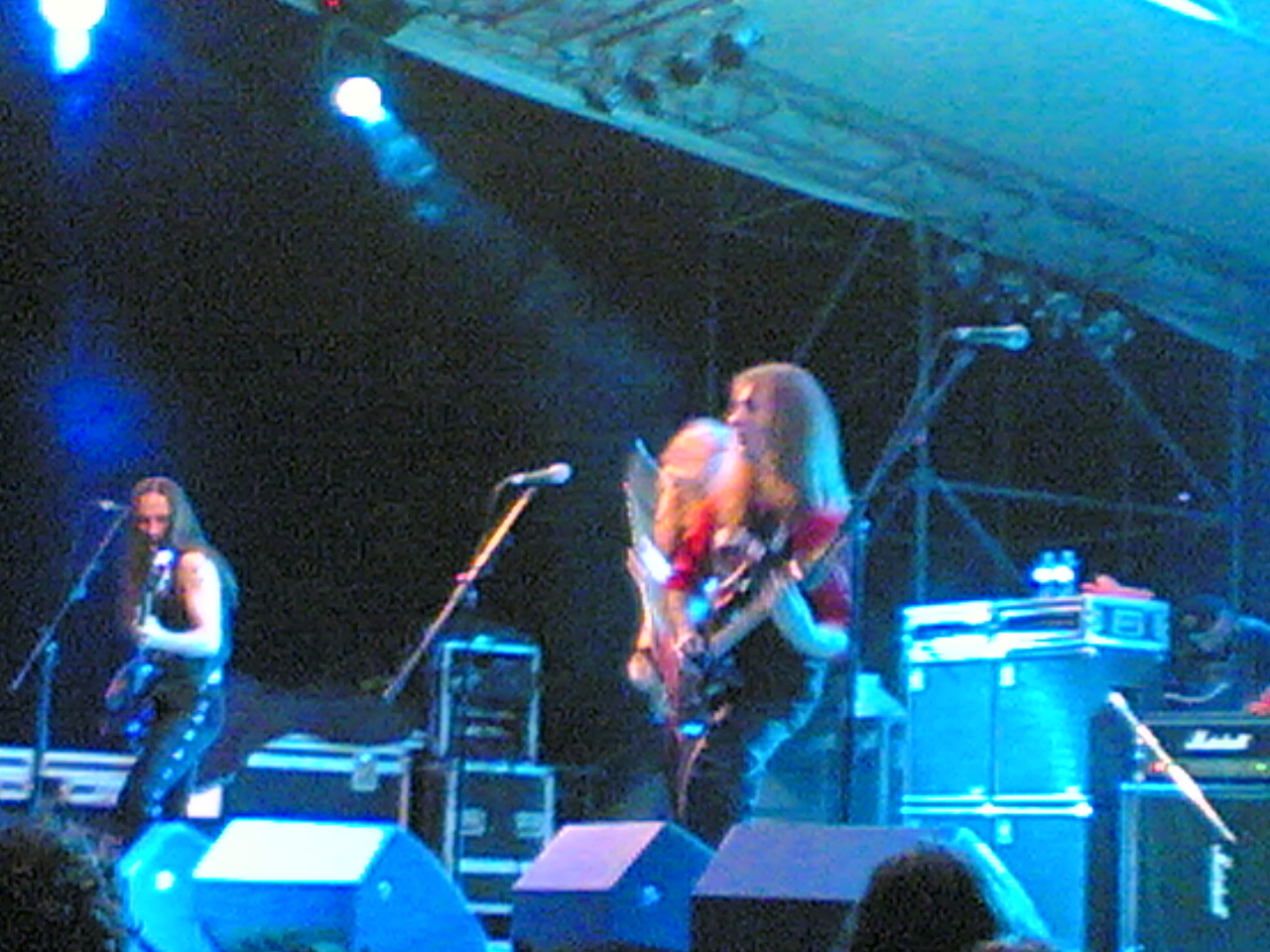
Gamma Ray en un concert el 2007

Thomas y Jan es retiren de la banda, quan Dirk Schlächter canvia la guitarra pel baix, amb això s'incorporen Dan Zimmermann (bateria, qui a més a més toca a la banda de Power Metal Freedom Call) i Henjo Richter (guitarra) a la banda, així graven el disc "Somewhere out in Space" l'any 1997, un disc conceptual basat en una odissea espacial. El 1999 treuen un gran disc anomenat "Powerplant", considerat un dels millors pels fans, molt semblant a l'anterior. El 2000 se treu una col·lecció anomenada "Blast from the Past" composta de temes escollits pels mateixos fans de la banda, tots cantats per Hansen.
Per acabar l'any 2001 la banda va treure el disc "No World Order" i el 2002 llançà un disc doble en viu, gravat en la major part a Barcelona, anomenat "Skeletons in the Closet" on la banda toca temes que no toquen regularment en viu, com "Armagedon" o "Rich and Famous". I el 2005 van treure un nou disc anomenat Majestic, en el qual es conserva el virtuosisme i el so compacte de la banda. El 19 de novembre de 2007 sortí a la venda Land of The Free II, el que seria la continuació conceptual del disc Land Of The Free de l'any 1995, i amb el que tornen a un estil de gran velocitat i tècnica després d'una època més fosca del Majestic. El 2007 giren amb Helloween i Axxis al "Hellish rock 2007/08", després d'una reconciliació amb els integrants del seu antic grup. Durant aquest tour és gravat el concert que fan a Barcelona per incloure'l en un DVD que s'espera pel 2008.
Des dels inicis de Gamma Ray sempre hi ha hagut un gran suport dels fans de Helloween que estaven més del bàndol de Kai i la seva inclinació melòdica. Això ha generat una dicotomia "irreconciliable" entre els qui veuen en Hansen l'"antic Helloween" i "l'actual Helloween". No obstant això, el Hellish tour 2007/08 dona mostres d'una reconciliació entre bandes i fans.

## Membres

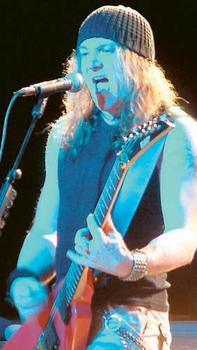
Kai Hansen

### Actuals
- Kai Hansen - Veus, Guitarra (1988)
- Henjo Richter - Guitarra (1997-)
- Dirk Schlächter - Guitarra (1990-1997), Baix (1997-)
- Dan Zimmermann - Bateria (1997-)

### Anteriors

#### Veus
- Ralf Scheepers - (1989-1994)

vocalista de gamma ray als primers 3 àlbums: Heading for tomorrow(1989), Sigh no more(1991), Insanity and genius(1993).

#### Baix
- Uwe Wessel - (1988-1993)
- Janepe Rubach - (1993-1997)

#### Bateria
- Mathias Burchard - (1989-1990)
- Uli Kusch - (1990-1992)
- Thomas Nack - (1993-1997)

### Artistes convidats
- Michael Kiske - Veus (1995) a la cançó Time to Break Free
- Hansi Kürsch - Veis (1995) a la cançó Farewell
- Tommy Newton - Guitarra (1990, 1991)
- Tammo Vollmers - Bateria (1990)
- Mischa Gerlach - Teclat (1990)
- Sascha Paeth - Teclat (1995)

### Artistes convidats en viu
- Mike Terrana - Bateria (1998)
- Jörg Schrör - Baix (2000)
- Axel Mackenrott - Teclat (2004)
- Kasperi Heikkinen - Guitarra (2006)
- Eero Kaukomies - Teclat (2006,2007)
- Henning Basse - Vocalista (2006,2007) Durant la gira de la Hellish Rock

## Discografia

### Àlbums d'Estudi
- Heading For Tomorrow (1990)
- Sigh No More (1991)
- Insanity And Genius (1993)
- Land Of The Free (1995)
- Somewhere Out In Space (1997)
- Power Plant (1999)
- No World Order (2001)
- Majestic (2005)
- Land Of The Free II (2007)
- To The Metal! (2010)
- Empire of the Undead (2014)

### Recopilatoris
- The Karaoke Album (1997)
- Blast From The Past (2000)
- The Best (Of) (2015)

### Àlbums en Viu
- Alive '95 (1996, gravat a Milà, París, Pamplona, Erlangen)
- Skeletons In The Closet (2003, gravat a Barcelona el 31.10.2002 i Estrasburgo el 01.11.2002)
- Hell Yeah! The Awesome Foursome (2008)
- Skeletons & Majesties Live (2012)
- Heading For The East (2015, gravat al 1990)
- Lust For Live (2016, gravat al 1994)

### EPs
- Heaven Can Wait (1990)
- Who Do You Think You Are? (1990)
- Future Madhouse (1993)
- Rebellion In Dreamland (1995)
- Silent Miracles (1996)
- Valley Of The Kings (1997)
- Heaven Or Hell (2001)

### DVDs
- Heading For The East (1991)
- Lust For Live (1994)